# Pereute charops charops
Pereute charops charops es una mariposa conocida como mariposa sombra; pertenece a la familia Pieridae.

## Descripción
Se caracteriza por presentar alas con fondo negro. En las alas anteriores con margen costal convexo, ápice redondo, margen distal o externo curvo y margen anal o interno convexo. Antenas de color blanco. En la cabeza presenta pelos blancos y negros (predominan los negros), tórax y abdomen de color negro con algunos pelos grises.  En las alas anteriores presenta una banda de escamas color gris claro, que parte desde la cédula discal (por la región discal) y otra banda del mismo color en la cédula M3-Cu1 y otra mancha de escamas gris claro en la región submarginal más pequeña. También se pueden apreciar un salpicado de escamas gris claro, más difuminadas en la región del margen anal y región basal; y levemente en la región postdiscal. Las alas posteriores son de color negro y con forma casi redonda; en la cédula discal y alrededor presenta salpicado de escamas gris claro.  Ventralmente las alas posteriores y anteriores son de color negro. El ala anterior presenta una banda diagonal ancha de color amarillo que inicia por el margen costal por el área media y continua por la celda M3+Cu1, cédula M2+M3 (en el área postdiscal) y termina en el área marginal en la cédula Cu1+Cu2 y con un punto del mismo color pasando la vena Cu2. En la celda costal presenta una franja del mismo color amarillo. Y otra línea banda amarilla en la celda Sc+R1. El abdomen y tórax son de color negro.  Las hembras envés de presentar bandas amarillas presentan bandas rojas y tres líneas horizontales de escamas del mismo color en las celdas R5-M1, M1-M2 y M2-M3. Las antenas son completamente blancas.

## Distribución
Sierra Madre Oriental y Sierra de Juárez, Sierra Mazateca, en la vertiente del Golfo de México, incluyendo los estados de Puebla, Hidalgo, Veracruz, y Oaxaca.

## Ambiente
Su hábitat incluye “Bosques de Encino, Pino-Encino y Mesófilo de Montaña. El intervalo altitudinal donde son más abundantes va de los 1000 a los 1300 m de altitud, sin embargo, pueden encontrárseles desde los 700 a los 2100 m de altitud, aunque escasamente. Se les puede encontrar casi todo el años pero principalmente de mayo a diciembre”.

## Estado de conservación
No está enlistada en la NOM-059, ni tampoco evaluada por la UICN.